# Associazione Calcio Padova 1951-1952
Questa pagina raccoglie i dati riguardanti l'Associazione Calcio Padova nelle competizioni ufficiali della stagione 1951-1952.

## Stagione
Il Padova chiuse la stagione 1951-1952 al penultimo posto della Serie A, retrocedendo tra i cadetti. Tra le poche soddisfazioni dell'annata ci fu, il 9 dicembre 1951, il successo per 5-2 all'Appiani ai danni del Milan.

## Rosa
| N. |                     | Ruolo | Calciatore          |
| -- | ------------------- | ----- | ------------------- |
|    | Italia (bandiera)   | P     | Antonio Panizzolo   |
|    | Italia (bandiera)   | P     | Enzo Romano         |
|    | Norvegia (bandiera) | D     | Knut Andersen       |
|    | Italia (bandiera)   | D     | Benito Contin       |
|    | Svizzera (bandiera) | D     | Philippe Fuchs      |
|    | Italia (bandiera)   | D     | Gianfranco Ganzer   |
|    | Italia (bandiera)   | D     | Vinicio Lazzarini   |
|    | Italia (bandiera)   | D     | Elvio Matè          |
|    | Italia (bandiera)   | D     | Plinio Rolle        |
|    | Italia (bandiera)   | D     | Aurelio Scagnellato |
|    | Italia (bandiera)   | D     | Antonio Sessa       |

| N. |                      | Ruolo | Calciatore        |
| -- | -------------------- | ----- | ----------------- |
|    | Italia (bandiera)    | D     | Gastone Zanon     |
|    | Italia (bandiera)    | A     | Eros Beraldo      |
|    | Italia (bandiera)    | A     | Bruno Camporese   |
|    | Italia (bandiera)    | A     | Luciano Giusti    |
|    | Italia (bandiera)    | A     | Franco Grillone   |
|    | Argentina (bandiera) | A     | Enrique Martegani |
|    | Italia (bandiera)    | A     | Benito Meroni     |
|    | Italia (bandiera)    | A     | Bruno Novello     |
|    | Italia (bandiera)    | A     | Leto Prunecchi    |
|    | Italia (bandiera)    | A     | Giovanni Sperotto |

## Risultati

### Serie A

#### Girone di andata
| 9 settembre 1951 1ª giornata | Pro Patria | 2 – 2 | Padova |  |

| 16 settembre 1951 2ª giornata | Padova | 0 – 2 | Como |  |

| 23 settembre 1951 3ª giornata | Napoli | 2 – 0 | Padova |  |

| 30 settembre 1951 4ª giornata | Padova | 2 – 1 | Bologna |  |

| 7 ottobre 1951 5ª giornata | Lucchese | 0 – 1 | Padova |  |

| 14 ottobre 1951 6ª giornata | Torino | 4 – 1 | Padova |  |

| 21 ottobre 1951 7ª giornata | Padova | 1 – 1 | Atalanta |  |

| 28 ottobre 1951 8ª giornata | Legnano | 2 – 2 | Padova |  |

| 4 novembre 1951 9ª giornata | Padova | 2 – 1 | Lazio |  |

| 18 novembre 1951 10ª giornata | Fiorentina | 3 – 1 | Padova |  |

| 2 dicembre 1951 11ª giornata | Padova | 0 – 0 | Triestina |  |

| 9 dicembre 1951 12ª giornata | Padova | 5 – 2 | Milan |  |

| 16 dicembre 1951 13ª giornata | Palermo | 4 – 1 | Padova |  |

| 23 dicembre 1951 14ª giornata | Padova | 2 – 1 | Udinese |  |

| 30 dicembre 1951 15ª giornata | Padova | 0 – 0 | Novara |  |

| 6 gennaio 1952 16ª giornata | Sampdoria | 1 – 1 | Padova |  |

| 13 gennaio 1952 17ª giornata | Inter | 4 – 0 | Padova |  |

| 20 gennaio 1952 18ª giornata | Padova | 2 – 4 | SPAL |  |

| 27 gennaio 1952 19ª giornata | Juventus | 3 – 0 | Padova |  |

#### Girone di ritorno
| 3 febbraio 1952 20ª giornata | Padova | 1 – 0 | Pro Patria |  |

| 20 febbraio 1952 21ª giornata | Como | 3 – 2 | Padova |  |

| 17 febbraio 1952 22ª giornata | Padova | 0 – 1 | Napoli |  |

| 24 febbraio 1952 23ª giornata | Bologna | 2 – 1 | Padova |  |

| 9 marzo 1952 24ª giornata | Padova | 0 – 1 | Lucchese |  |

| 16 marzo 1952 25ª giornata | Padova | 3 – 0 | Torino |  |

| 23 marzo 1952 26ª giornata | Atalanta | 1 – 1 | Padova |  |

| 30 marzo 1952 27ª giornata | Padova | 2 – 1 | Legnano |  |

| 6 aprile 1952 28ª giornata | Lazio | 5 – 0 | Padova |  |

| 13 aprile 1952 29ª giornata | Padova | 1 – 1 | Fiorentina |  |

| 20 aprile 1952 30ª giornata | Triestina | 2 – 1 | Padova |  |

| 27 aprile 1952 31ª giornata | Milan | 3 – 0 | Padova |  |

| 4 maggio 1952 32ª giornata | Padova | 3 – 2 | Palermo |  |

| 11 maggio 1952 33ª giornata | Udinese | 3 – 1 | Padova |  |

| 18 maggio 1952 34ª giornata | Novara | 2 – 1 | Padova |  |

| 1º giugno 1952 35ª giornata | Padova | 2 – 1 | Sampdoria |  |

| 8 giugno 1952 36ª giornata | Padova | 1 – 5 | Inter |  |

| 15 giugno 1952 37ª giornata | SPAL | 1 – 1 | Padova |  |

| 22 giugno 1952 38ª giornata | Padova | 1 – 2 | Juventus |  |

## Statistiche

### Statistiche di squadra
| Competizione | Punti | In casa | In casa | In casa | In casa | In casa | In casa | In trasferta | In trasferta | In trasferta | In trasferta | In trasferta | In trasferta | Totale | Totale | Totale | Totale | Totale | Totale | DR  |
| Competizione | Punti | G       | V       | N       | P       | Gf      | Gs      | G            | V            | N            | P            | Gf           | Gs           | G      | V      | N      | P      | Gf     | Gs     | DR  |
| ------------ | ----- | ------- | ------- | ------- | ------- | ------- | ------- | ------------ | ------------ | ------------ | ------------ | ------------ | ------------ | ------ | ------ | ------ | ------ | ------ | ------ | --- |
| Serie A      | 29    | 19      | 9       | 4       | 6       | 28      | 26      | 19           | 1            | 5            | 13           | 17           | 47           | 38     | 10     | 9      | 19     | 45     | 73     | -28 |

### Statistiche dei giocatori
| Giocatore      | Serie A  | Serie A |
| Giocatore      | Presenze | Reti    |
| -------------- | -------- | ------- |
| A. Panizzolo   | 11       | -25     |
| E. Romano      | 27       | -48     |
| K. Andersen    | 16       | 2       |
| B. Contin      | 1        | 0       |
| P. Fuchs       | 28       | 0       |
| G. Ganzer      | 25       | 0       |
| V. Lazzarini   | 16       | 2       |
| E. Matè        | 25       | 0       |
| P. Rolle       | 4        | 0       |
| A. Scagnellato | 7        | 0       |
| A. Sessa       | 27       | 1       |
| G. Zanon       | 30       | 0       |
| E. Beraldo     | 31       | 2       |
| B. Camporese   | 15       | 1       |
| L. Giusti      | 12       | 3       |
| F. Grillone    | 4        | 0       |
| E. Martegani   | 32       | 12      |
| B. Meroni      | 20       | 3       |
| B. Novello     | 23       | 2       |
| L. Prunecchi   | 35       | 8       |
| G. Sperotto    | 29       | 8       |